# Lê Quốc Hường
Lê Quốc Hường (sinh ngày 26 tháng 3 năm 1991) là một cầu thủ bóng đá người Việt Nam hiện đang thi đấu ở vị trí hậu vệ cho câu lạc bộ Hải Phòng tại V.League 1.